# Helmet Catch
Con Helmet Catch (la ricezione con il casco) si intende una giocata di football americano che vide coinvolti il quarterback dei New York Giants Eli Manning e il wide receiver David Tyree negli ultimi due minuti del Super Bowl XLII il 3 febbraio 2008. Manning sfuggì alla stretta marcatura di tre difensori dei New England Patriots lanciando un passaggio in avanti, seguito da Tyree che effettuò una presa al volo stringendo il pallone contro il casco. La giocata, con un guadagno di 32 yard durante il drive in cui i Giants segnarono il touchdown della vittoria, fu fondamentale nella vittoria a sorpresa dei Giants per 17–14 sui Patriots, che erano sul punto di diventare la prima squadra della National Football League (NFL) a concludere una stagione perfetta dai Miami Dolphins del 1972 e la prima a riuscirvi da quando fu adottato il calendario da 16 partite nel 1978. Steve Sabol di NFL Films la definì "la più grande giocata mai avvenuta in un Super Bowl". La giocata fu anche nominata da NFL Films "Azione del decennio (anni 2000)". Fu anche l'ultima ricezione della carriera di Tyree.

## Antefatti
Tyree veniva schierato principalmente negli special team e totalizzò solamente 4 ricezioni per 35 yard senza segnare alcun touchdown nella stagione regolare 2007. Anche se Tyree venne utilizzato raramente come ricevitore durante la stagione regolare, segnò il primo touchdown dei Giants nel Super Bowl all'inizio del quarto periodo (la sua prima marcatura della stagione), portando la sua squadra in vantaggio per 10-7. I Patriots, imbattuti nella stagione regolare e favoritissimi per vincere la partita, segnarono un touchdown su un passaggio da Tom Brady a Randy Moss portandosi sul 14–10 a 2:42 dal termine. I Giants affrontarono poi una situazione di terzo down con 5 yard da guadagnare per il primo down sulla loro linea delle 44 yard con 1:15 rimanenti. Nella giocata precedente, il cornerback dei Patriots Asante Samuel si lasciò sfuggire quello che sarebbe stato l'intercetto che avrebbe chiuso la partita.

## La giocata

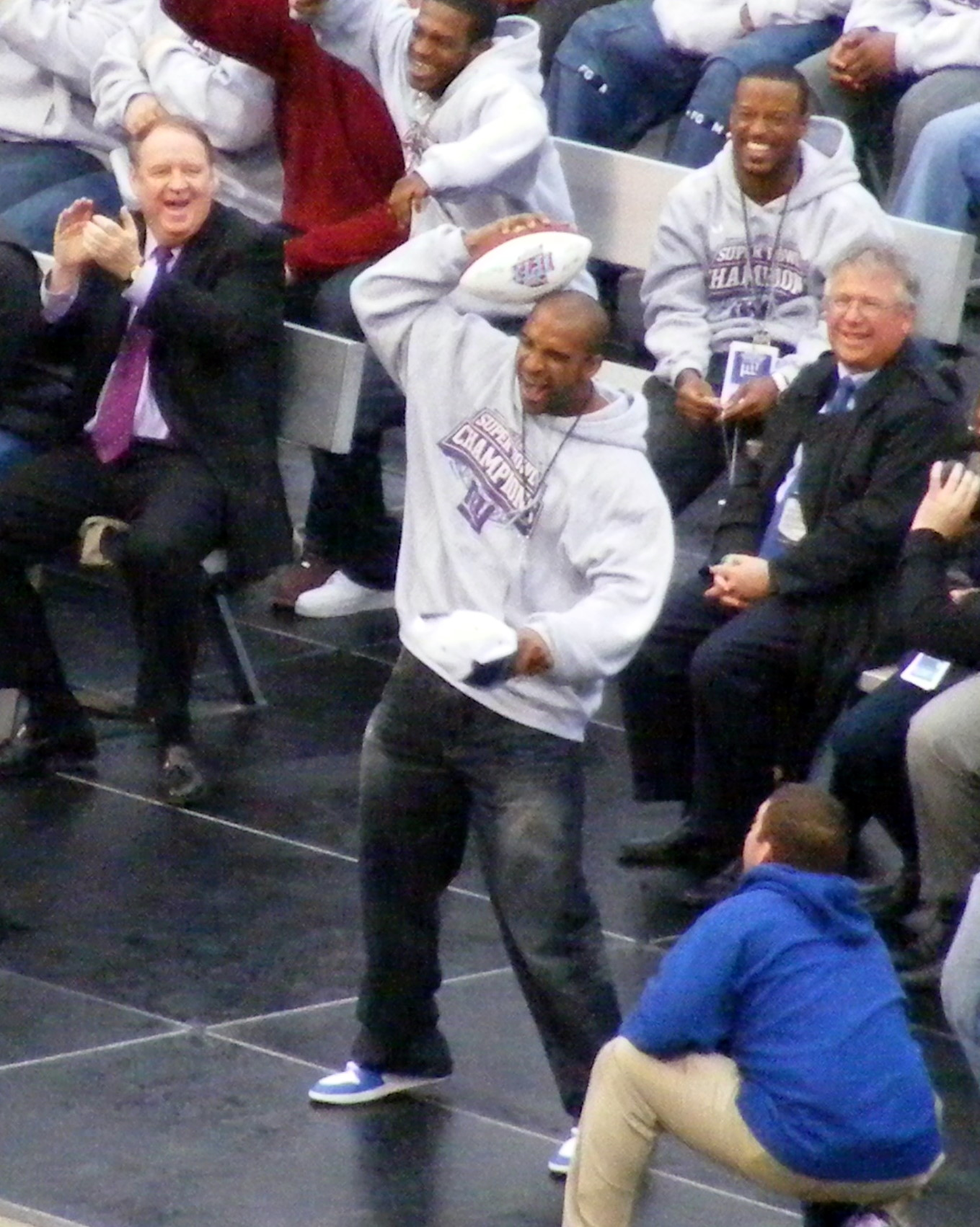
Tyree imita la giocata al Giants Stadium dopo il Super Bowl

A Manning fu assegnata la giocata "62 Sail-Y Union" dal libro degli schemi dei Giants nella speranza di trovare un ricevitore in campo aperto. Su una situazione di terzo down e 5 yard dalla propria linea delle 44 yard, Manning ricevette lo snap e si trovò immediatamente ad affrontare la pressione dei defensive end dei Patriots Richard Seymour, Jarvis Green e del linebacker Adalius Thomas. Green afferrò Manning per la spalla mentre Seymour lo prese per il retro della maglia, tentando di trascinarlo a terra per un sack. Manning, tuttavia, riuscì a rimanere in piedi, scivolando sotto le braccia dei difensori dei Patriots prima di arretrare sulla linea delle 34 yard alla ricerca di spazio per lanciare. I linebacker Mike Vrabel e Junior Seau tentarono di effettuare un sack su Manning ma questi riuscì a lanciare il pallone verso David Tyree. Dopo che Manning lanciò la palla, fu immediatamente colpito da Vrabel. Tyree nel frattempo si trovava nella linea delle 24 yard dei Patriots. Il telecronista di Fox Troy Aikman disse dopo la giocata: "Non so da dove sia sbucato." Se Manning avesse subito un sack, i Giants avrebbero affrontato un quarto down da 8 yard.
Tyree non fu in grado di correre la traccia che intendeva a causa della marcatura di Ellis Hobbs. Il cornerback titolare Asante Samuel era sul lato sinistro del campo, avvicinandosi alla linea di scrimmage prima dello snap per marcare Plaxico Burress. Tyree vide Manning sotto pressione e invece di arretrare verso la linea per dare a Manning un'opzione più vicina, si fermò sulla linea delle 25 yard. Quando la palla giunse verso di lui, Tyree si estese completamente per riceverla, mentre la strong safety dei Patriots Rodney Harrison, che lo stava marcando da molto vicino, cercò di buttarlo a terra. Inizialmente, Tyree afferrò il pallone con entrambe la mani ma una manata di Harrison gli fece sfuggire la mano sinistra dall'ovale. Tuttavia, Tyree riuscì ad assicurarsi il possesso del pallone schiacciandolo con la sommità del proprio casco con la mano destra. Harrison lo trascinò giù e Tyree cadde su di costui con ancora il pallone contro il suo casco. La free safety James Sanders e i cornerback Asante Samuel ed Ellis Hobbs erano lì, ma nessuno riuscì ad aiutare Harrison nel tentativo di impedire a Tyree di compiere la ricezione.
La giocata fece guadagnare 32 yard ai Giants e diede loro un primo down con 58 secondi al termine. I Giants chiamarono poi timeout. Quattro giocate dopo, Plaxico Burress segnò il touchdown che diede la vittoria ai Giants, 17–14. Fu l'unica sconfitta della stagione dei Patriots, impedendogli di finire con un perfetto record di 19–0.

## Soprannome
Come diverse altre famose giocata della storia della NFL, a questa giocata furono dati diversi soprannomi ma a causa delle due circostanze uniche dell'azione, non fu raggiunto un accordo su un singolo nome per un po' di tempo. Nel 2009, i lettori del New York Daily News votarono come nome "Catch-42". Da allora, David Tyree ha adottato il soprannome di "Catch-42", così come ESPN.com. Altri nomi proposti furono "The Escape and the Helmet Catch", "The E-mmaculate Connection" (un gioco di parole tra Immaculate Reception e la "E" di Eli), "The Double Miracle" e "The Reception that Ended Perfection". "The Great Escape" fu utilizzata dal Presidente degli Stati Uniti d'America George W. Bush durante la visita dei Giants alla Casa Bianca. Anche "David and Eliath" fu suggerito da David Tyree a causa della citazione biblica. Bill Simmons la soprannominò "The Helmet Catch" cinque giorni dopo la partita e da allora è il nome utilizzato più di frequente.

## Eventi successivi
La ricezione vinse il Best Play ESPY Award 2008. La cerimonia di premiazione vide una parodia del conduttore Justin Timberlake, che "rivelò" di avere lasciato una gomma sul casco di David Tyree, che lo aiutò a ricevere il passaggio. Durante il suo discorso, Tyree scherzando affermò: "Justin, grazie per la gomma." Eli Manning invece si prese gioco della sua offensive line, "per avermi fornito zero protezione."
Tyree non ricevette più alcun passaggio nella NFL. Saltò la stagione successiva per un infortunio nel training camp e giocò solo 10 gare nel 2009, senza ricevere alcun passaggio, ritirandosi nel 2010.
Nei playoff 2011-2012 contro i campioni in carica del Super Bowl XLV, i Green Bay Packers il 15 gennaio 2012, Manning lanciò il passaggio della disperazione alla fine del primo tempo che fu ricevuto nella end zone da Hakeem Nicks, dando ai Giants il vantaggio per 20–10. Nicks ricevette il pallone schiacciandolo contro la testa, portando i commentatori Joe Buck e Troy Aikman a notare la somiglianza con la ricezione di Tyree. Casualmente, Buck e Aikman furono anche i commentatori del Super Bowl XLII. I Giants finirono col battere i Packers 37–20, andando a vincere un altro Super Bowl proprio contro i New England Patriots.

## Eredità
Fox Sports ha classificato il passaggio da Eli Manning a David Tyree come la più grande giocata nella storia del Super Bowl; l'editor Adrian Hasenmeyer ha definito la giocata "un insulto alla fisica e ad Albert Einstein". Anche NBC Sports e NFL.com l'hanno classificata come la miglior giocata del Super Bowl di tutti i tempi. Il fondatore di NFL Films Steve Sabol ha paragonato Manning a Fran Tarkenton e ha affermato che l'azione "sfida la logica, la storia, la gravità e tutto il resto che puoi nominare". Per la 100ª stagione della NFL, la giocata si è classificata al terzo posto nella storia della lega.